# Andrew Davis (chef d'orchestre)
Pour les articles homonymes, voir Andrew Davis.
Andrew Frank Davis est un chef d'orchestre britannique né le 2 février 1944 à Ashridge (Hertfordshire) et mort le 20 avril 2024 à Chicago (Illinois).

## Biographie

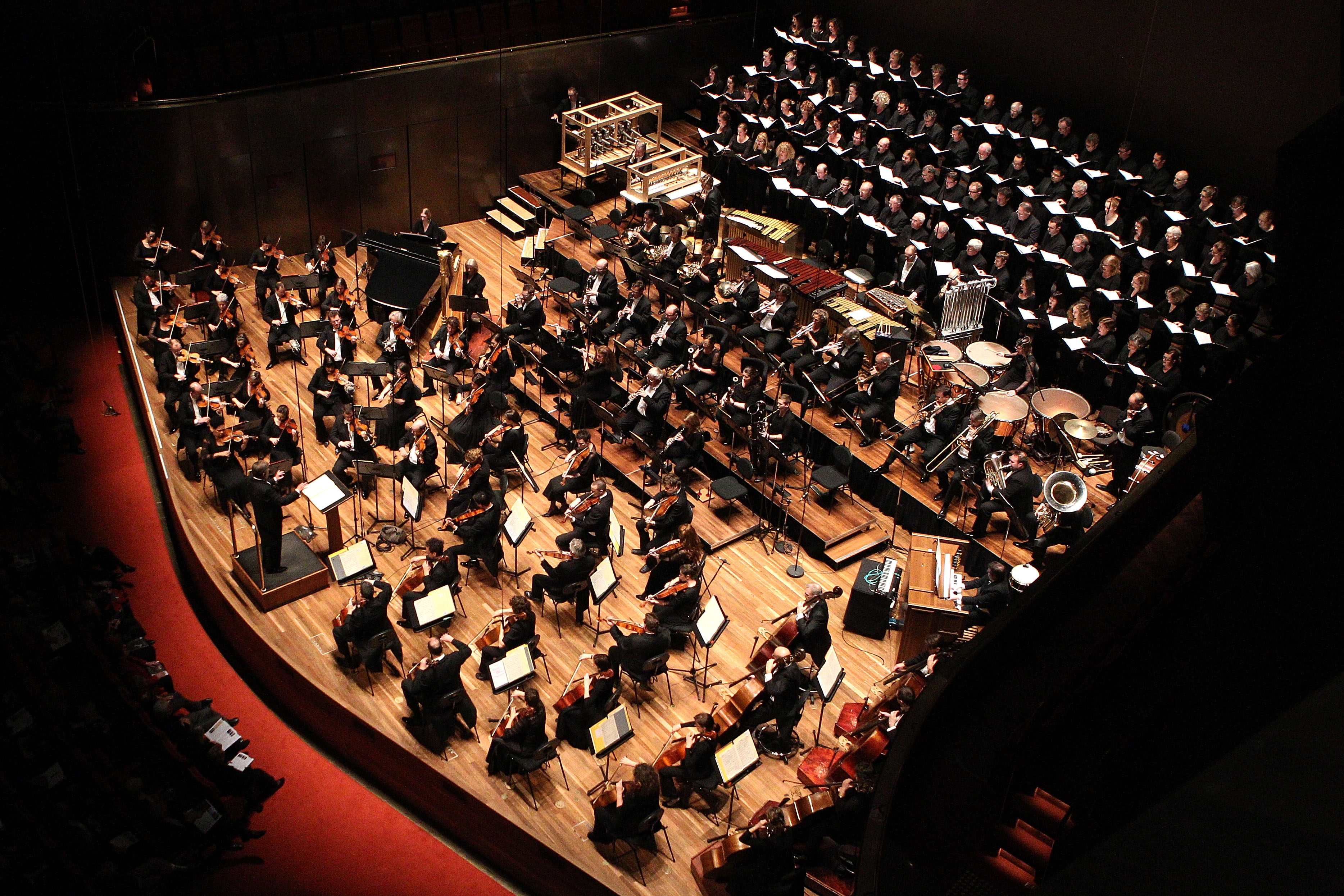
Andrew Davis dirigeant le Melbourne Symphony Orchestra et sa chorale en 2012.

Andrew Davis étudie au Royal College of Music, au Chœur du King's College de Cambridge, puis avec Franco Ferrara à Rome.
Il est chef assistant du BBC Scottish Symphony Orchestra dès 1970. Sa carrière se précise en 1975, lorsqu'il devient chef principal de l'Orchestre symphonique de Toronto.
Il commence une carrière de chef d'opéra en 1988, avec sa nomination au Festival de Glyndebourne, où il rencontre la soprano américaine Gianna Rolandi qui va devenir sa femme. Andrew Davis dirige à nouveau un orchestre de la BBC de 1989 à 2000, avec l'Orchestre symphonique de la BBC.
Il est anobli par la reine Élisabeth II en 1992.
Depuis 2000, Andrew Davis dirige l'Opéra lyrique de Chicago. Entre 2005 et 2008, il est conseiller artistique de l'Orchestre symphonique de Pittsburgh.

## Répertoire
Avec un vaste répertoire, Andrew Davis a également soutenu les compositeurs contemporains britanniques, notamment Michael Tippett, avec la direction de la première de The Mask of Time et une aide à la production du Midsummer Marriage (2005) à Chicago. Il est de plus un interprète reconnu de la musique d'Elgar Howarth, dont il a enregistré l'intégrale de la musique d'orchestre avec le BBC Symphony Orchestra dans le courant des années 1990. Il a également réalisé un enregistrement intégral de The Crown of India du même compositeur avec le BBC Philharmonic très récemment pour Chandos.
Son enregistrement de l'opéra d'Harrison Birtwistle, The Mask of Orpheus, est considéré comme une référence.[réf. nécessaire]

## Décoration
- Commandeur de l'ordre de l'Empire britannique